# AFLグランドファイナル
AFLグランドファイナル（AFL Grand Final）は、オーストラリアン・フットボール・リーグの優勝決定戦。オーストラリアンフットボールの最高の大会であり、全豪オープン、メルボルンカップと並ぶオーストラリア最大のスポーツイベントである。

## 歴史
最初のグランドファイナルはVFL時代の1897年で、1902年以降、メルボルン・クリケット・グラウンド（MCG）で開催されるようになる。しかし第二次世界大戦時にはMCGが使えず、別の会場で行われていた。1956年のメルボルンオリンピック直前のグランドファイナルは入場を制限するほどの人気となり、テレビ中継も初めて行われる。
1970年にはグランドファイナル最高の121,696人の入場者を記録。1990年からは現在の名称になった。2006年コモンウェルスゲームズ準備のため、一時入場を制限されていた。一発勝負の決勝での入場者数としては世界最大のイベントである。
優勝チーム（プレミア）にはプレミアシップカップとプレミアシップフラッグが、大会最優秀選手にはノーム・スミス・メダルが贈られる。
ちなみにAFL史上最大の得点差で勝利したチームはジーロングキャッツであり 2007年にジーロングキャッツ対ポートアデレードパワーで 163対44で119点差でAFLが発足してから初優勝した。

## 歴代優勝チーム
- 1990年：コリングウッド・マグパイズ
- 1991年：ホーソーン・ホークス
- 1992年：ウェストコースト・イーグルス
- 1993年：エッセンドン・ボンバーズ
- 1994年：ウェストコースト・イーグルス
- 1995年：カールトン・ブルース
- 1996年：ノースメルボルンカンガルーズ
- 1997年：アデレード・クロウズ
- 1998年：アデレード・クロウズ
- 1999年：ノースメルボルンカンガルーズ
- 2000年：エッセンドン・ボンバーズ
- 2001年：ブリスベン・ライオンズ
- 2002年：ブリスベン・ライオンズ
- 2003年：ブリスベン・ライオンズ
- 2004年：ポート・アデレード・パワー
- 2005年：シドニー・スワンズ
- 2006年：ウェストコースト・イーグルズ
- 2007年：ジーロング・キャッツ
- 2008年：ホーソーン・ホークス
- 2009年：ジーロング・キャッツ
- 2010年：コリングウッド・マグパイズ（引き分け再試合）
- 2011年：ジーロング・キャッツ
- 2012年：シドニー・スワンズ
- 2013年：ホーソーン・ホークス
- 2014年：ホーソーン・ホークス
- 2015年：ホーソーン・ホークス
- 2016年：ウェスタン・ブルドッグス
- 2017年：リッチモンド・タイガース
- 2018年：ウェストコースト・イーグルス
- 2019年：リッチモンド・タイガース
- 2020年：リッチモンド・タイガース
- 2021年：メルボルン・デーモンズ
- 2022年：ジーロング・キャッツ
- 2023年：コリングウッド・マグパイズ
- 2024年：ブリスベン・ライオンズ